# Şenay Akay

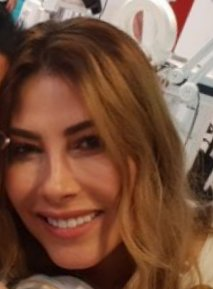
Şenay Akay, 2020

Şenay Akay (* 16. August 1980 in Antalya) ist eine türkische Schauspielerin und Model.

## Leben und Karriere
Akay wurde am 16. August in Antalya geboren. Sie ist die Nichte des Sängers Müşerref Akay. Akay studierte an der Akdeniz Üniversitesi. Sie begann im Alter von 14 Jahren mit dem Modeln. 2001 gewann sie sowohl den Wettbewerb Best Model of Turkey als auch Best Model of the World.
2012 schrieb sie ein Buch über 17 Jahre ihres Lebens als Model. Sie war 1,5 Jahre lang mit Buğra Özçetin verheiratet, ließ sich jedoch 2006 wegen einer Affäre scheiden. 2014 trat Akay in verschiedenen Shows auf.

## Filmografie
Filme
- 2010: Pak Panter[10]

Serien
- 1998: Sıcak Saatler
- 1999: Yüzleşme
- 2002: Bulutbey
- 2004: Avrupa Yakası
- 2007: Kara Güneş
- 2010: Kızım Nerede?

Sendungen
- 2014: Arkadaşım Hoşgeldin
- 2014: Güldür Güldür